# Xylotrechus ogasawarensis
Xylotrechus ogasawarensis är en skalbaggsart som beskrevs av Masaki Matsushita 1931. Xylotrechus ogasawarensis ingår i släktet Xylotrechus och familjen långhorningar. Inga underarter finns listade i Catalogue of Life.